# Apimela lineata
Apimela lineata är en skalbaggsart som beskrevs av Thomas Casey 1893. Apimela lineata ingår i släktet Apimela och familjen kortvingar. Inga underarter finns listade i Catalogue of Life.